# (38761) 2000 RH3
2000 RH3 (asteroide 38761) é um asteroide da cintura principal. Possui uma excentricidade de 0.28042850 e uma inclinação de 12.51823°.
Este asteroide foi descoberto no dia 1 de setembro de 2000 por LINEAR em Socorro.